# Patons malmgård

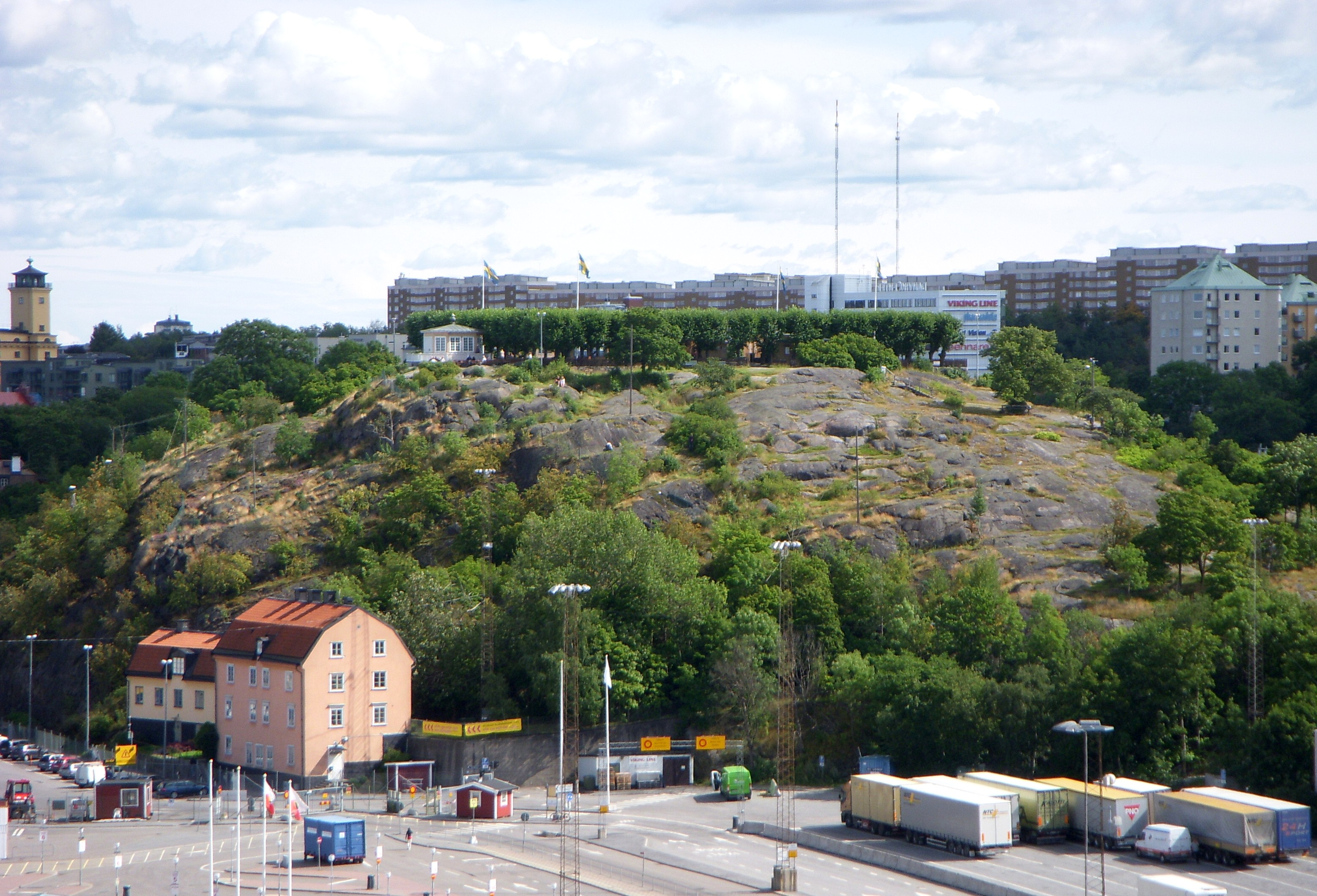
Patons malmgård och Lundins villa vid foten av Fåfängan, 2009.

Patons malmgård (även Funchska malmgården) kallas en kulturhistoriskt värdefull byggnad på Östra Tegelviksslingan 20 vid foten av Fåfängan på Södermalm i Stockholm. Byggnaden uppfördes på 1790-talet och är blåklassad av Stadsmuseet i Stockholm vilket innebär att bebyggelsen bedöms ha "synnerligen höga kulturhistoriska värden".

## Historik

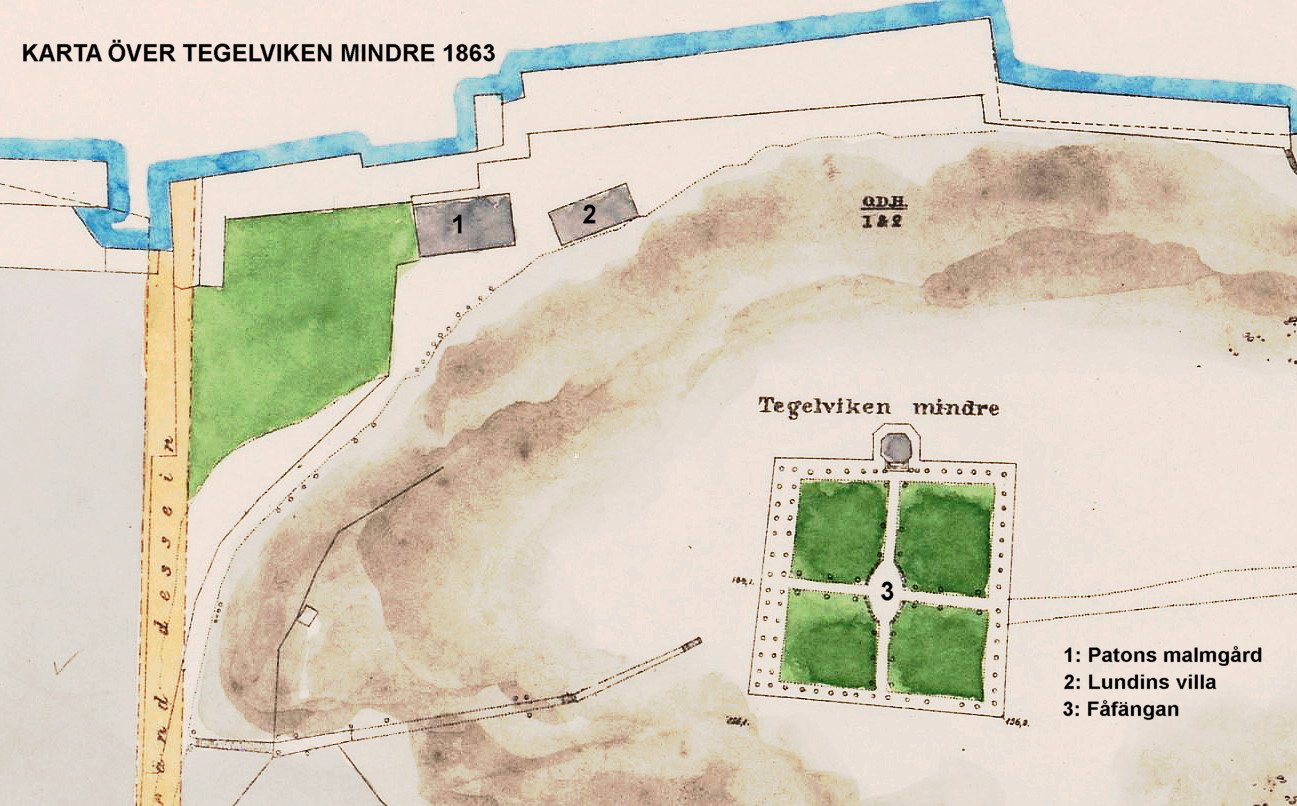
Pantons malmgård och Fåfängan 1863.

År 1774 förvärvade grosshandlaren Fredrik Lundin en stor bergstomt av Danvikens hospital. Platsen beskrevs då som oländig och bestående av berg med några få jämna ytor däremellan. Uppe på berget lät han uppföra ett lusthus och en trädgård, och gav platsen namnet Lundins fåfänga. 
Efter att Lundin gått i konkurs 1780 och flytt landet bjöds hela området ut till försäljning. De kommande 40 åren vandrade egendomen genom många händer. Bland senare ägare märks grosshandlaren Daniel Asplund som på 1790-talet lät uppföra en malmgård och ett mindre hus vid bergets fot mot Stockholms inlopp. Huvudbyggnaden är ett putsat stenhus i fyra våningar mot vattnet och tre våningar mot land, allt under ett brutet sadeltak. Entrésidan är mot land (syd) och pryds av en kolonnburen altan. Intill (öster om) står ett mindre stenhus med tvåvåningar som kallas Lundins villa och möjligtvis härrör från Fredrik Lundins tid. Byggnaden är dock inte redovisad på en karta från 1805.

## Malmgården under Paton och Funch

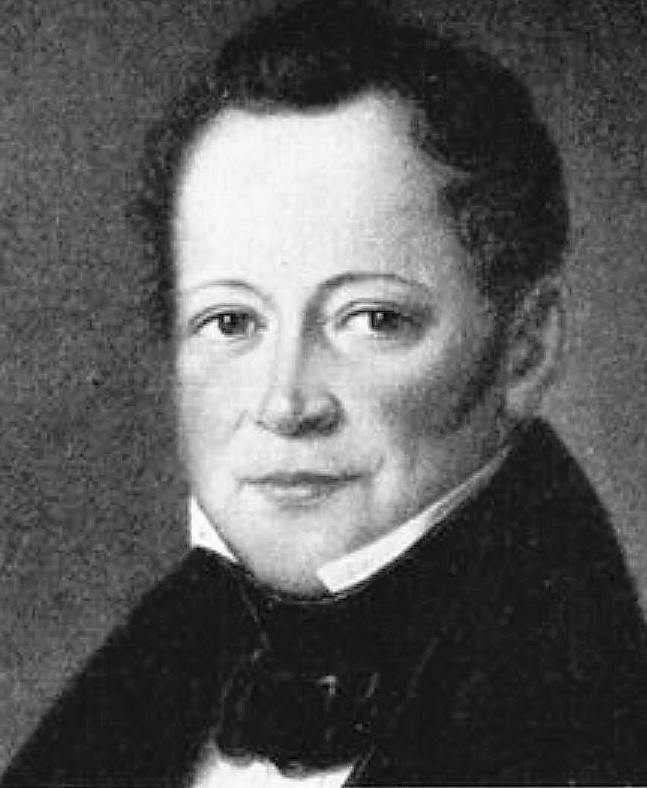
James Paton.

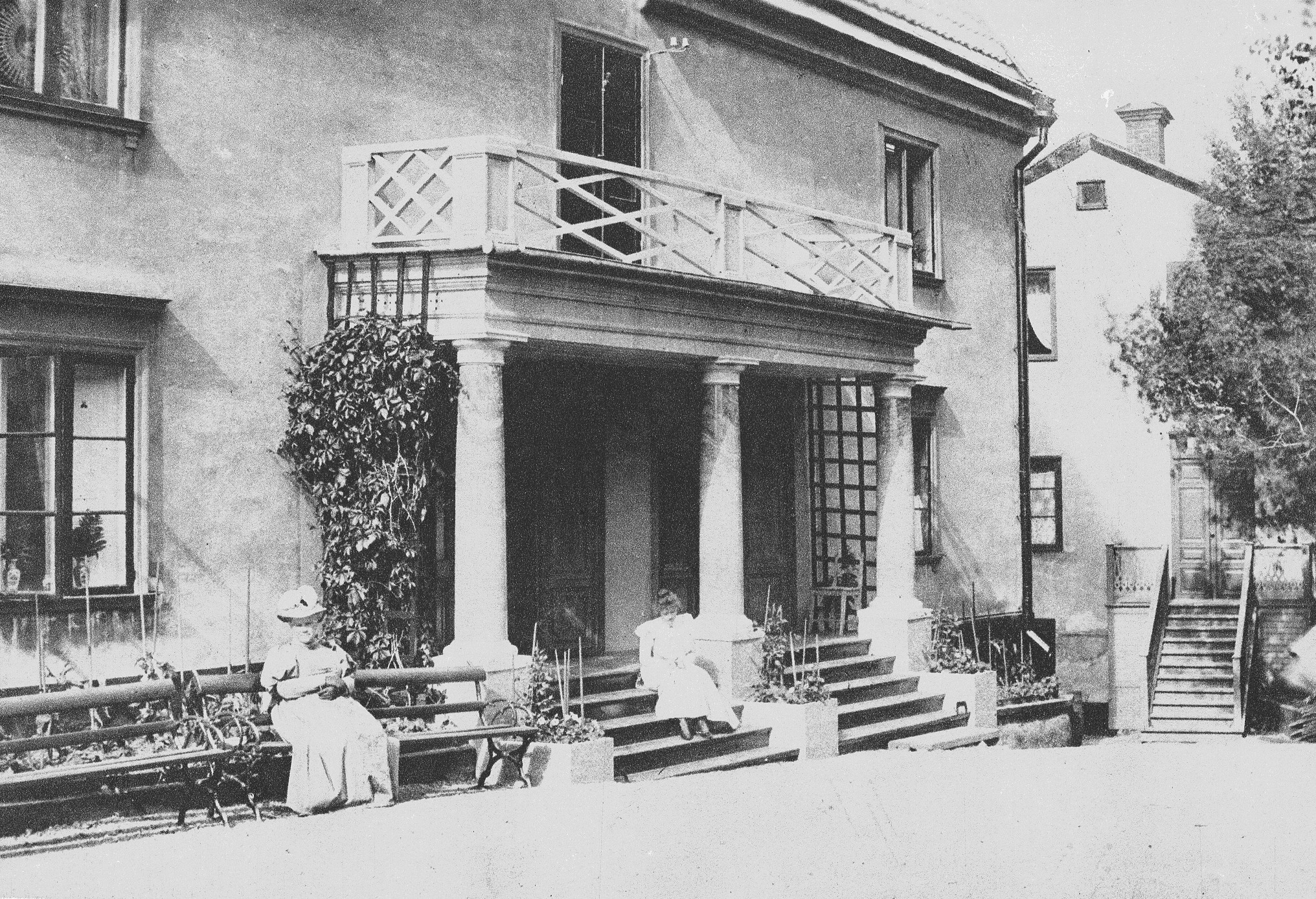
Patons malmgård på 1890-talet.

Tomten med lusthus, malmgården och alla övriga byggnader förvärvades 1839 av den skotske skeppsredaren James Paton. Han bodde dock inte permanent här utan malmgården och Fåfängan var hans och familjens sommarnöje. Under hans tid förbättrades bebyggelsen som även inkluderade Bergshyddan belägen på bergets norra sluttning. Till Patons grannar hörde familjerna Lars Johan Hierta, Frans Schartau och Carl Fredrik Liljevalch, d.y. och familjernas barn bruka leka ihop.
Efter James Patons död 1867 ärvde hans änka Sophia Charlotta hela egendomen. När hon avled 1873 delades egendomen; två tredjedelar gick till sonen Ninian Paton och en tredjedel till svågern Harald Teodor Funch (gift med Amalia Sofia Paton). Därefter ärvdes stället av Funchs ättlingar och kallades Funchska malmgården. Den siste privata ägaren var James Patons dottersdotter Helena Funch, gift Tersmeden. På 1910-talet började familjen Funch sälja delar av sin egendom, bland annat när Danvikskanalen sprängdes fram och skar tomten av från Danvikens hospitals område.

## Husets vidare öden
I början av 2000-talet hade Viking Line sitt kontor i den gamla malmgården. Under våren 2015 skrev Wallrite Scandinavia AB kontrakt med Stockholms Hamnar för att använda husets tre våningar med entré från södra sidan av huset. I souterrängdelen av huset, där hyrs lokalerna av hamnverksamhetens Logent samt vaktbolaget Securitas. I samband med att Wallrite Scandinavia AB skrev kontrakt, lät Stockholms Hamnar renovera entréplan samt plan ett invändig efter ritningar av arkitekt E.L.E. Arkitekter. År 2017 renoverades även fasaderna. Sedan början av 1900-talet är det Statens Fastighetsverk[källa behövs] som äger Patons Malmgård. Byggnaden förvaltades av Stockholms hamnar fram till 2021 då man outsourcade förvaltningen till ett upphandlat bolag SAPS. En ny upphandling pågår sedan maj 2023 men det är inte klart i skrivandes stund 2 augusti 2023 vilka som tar över förvaltningen.

## Bilder

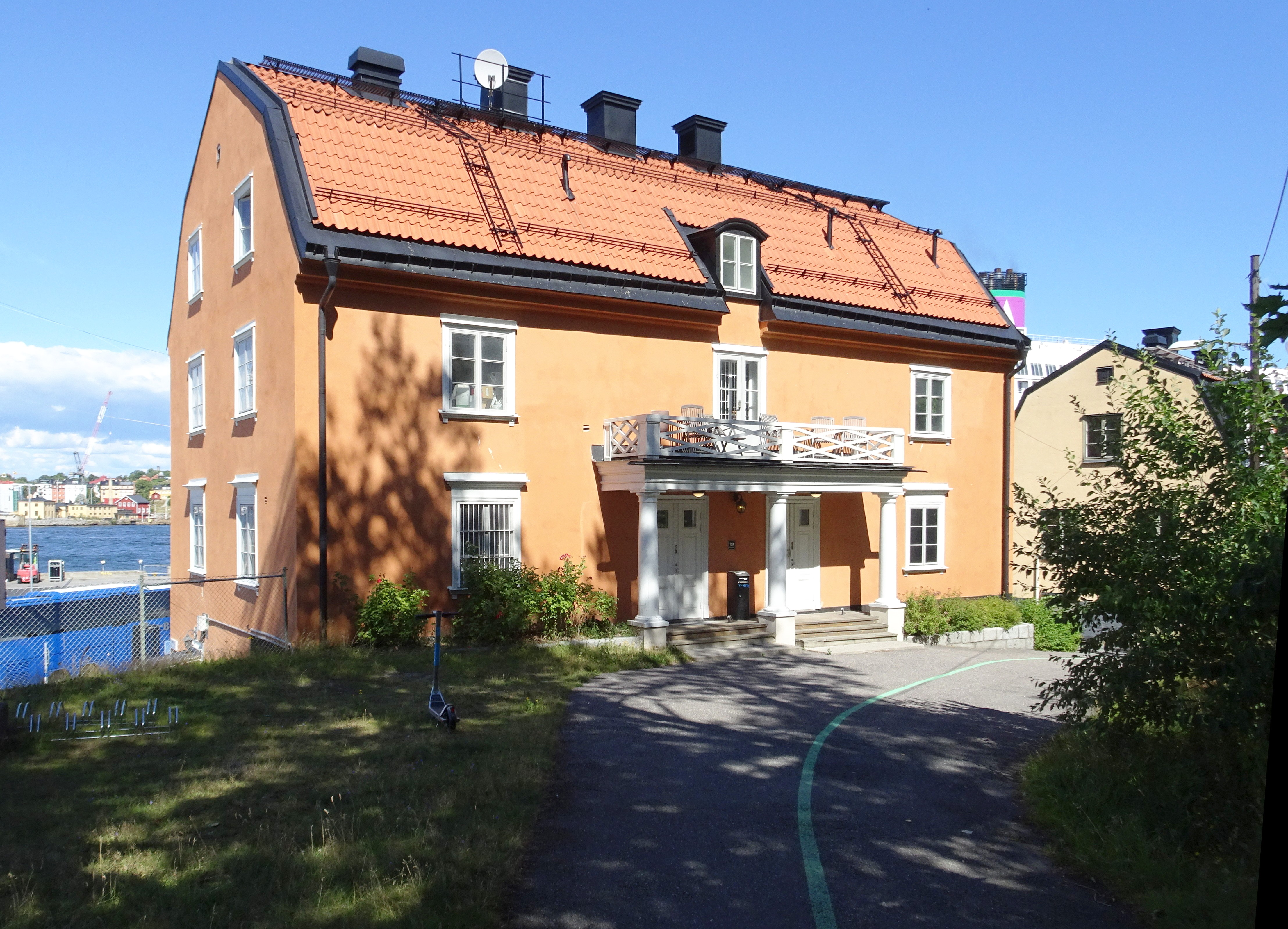
Patons malmgård.
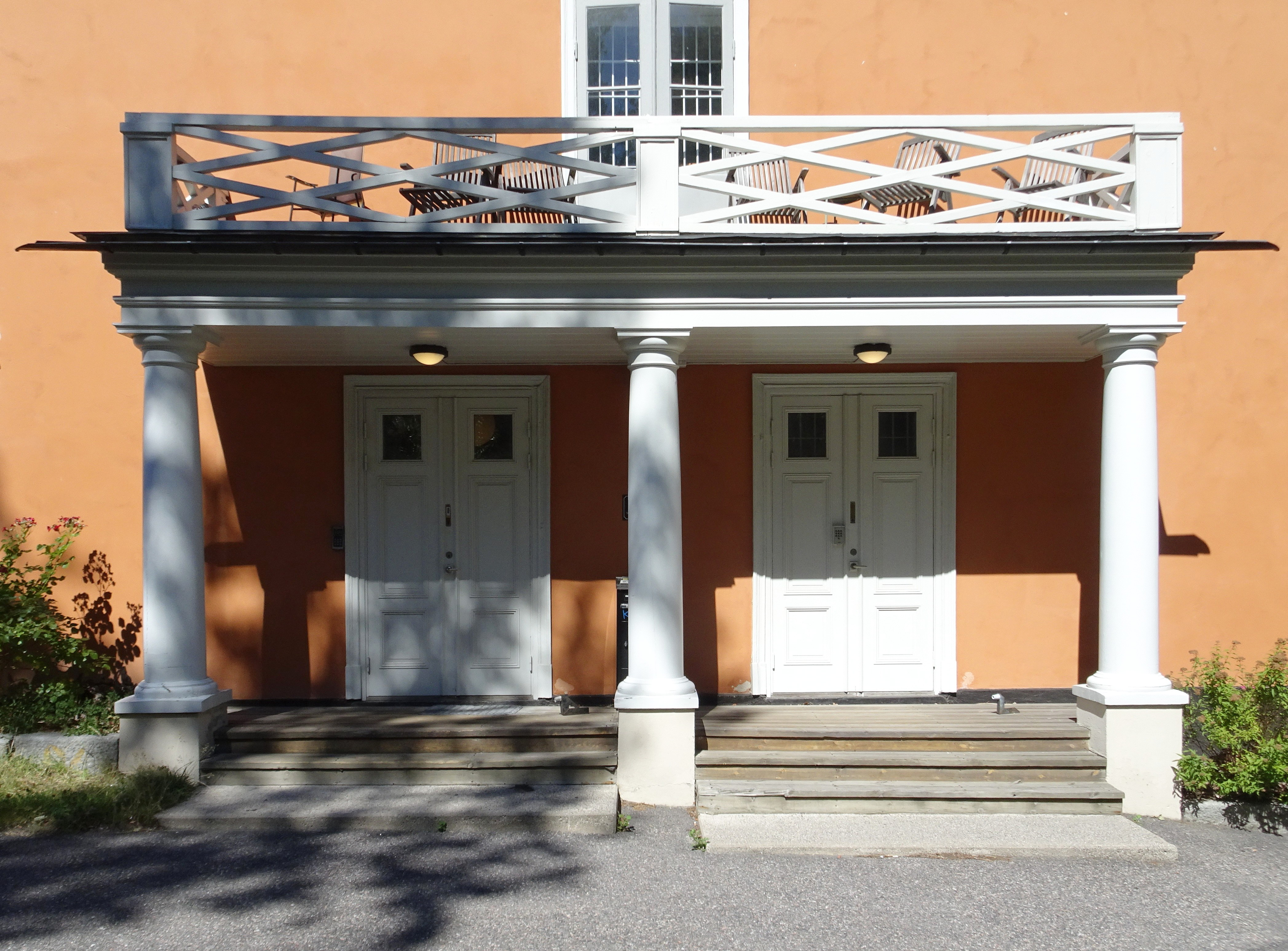
Patons malmgård, altan.
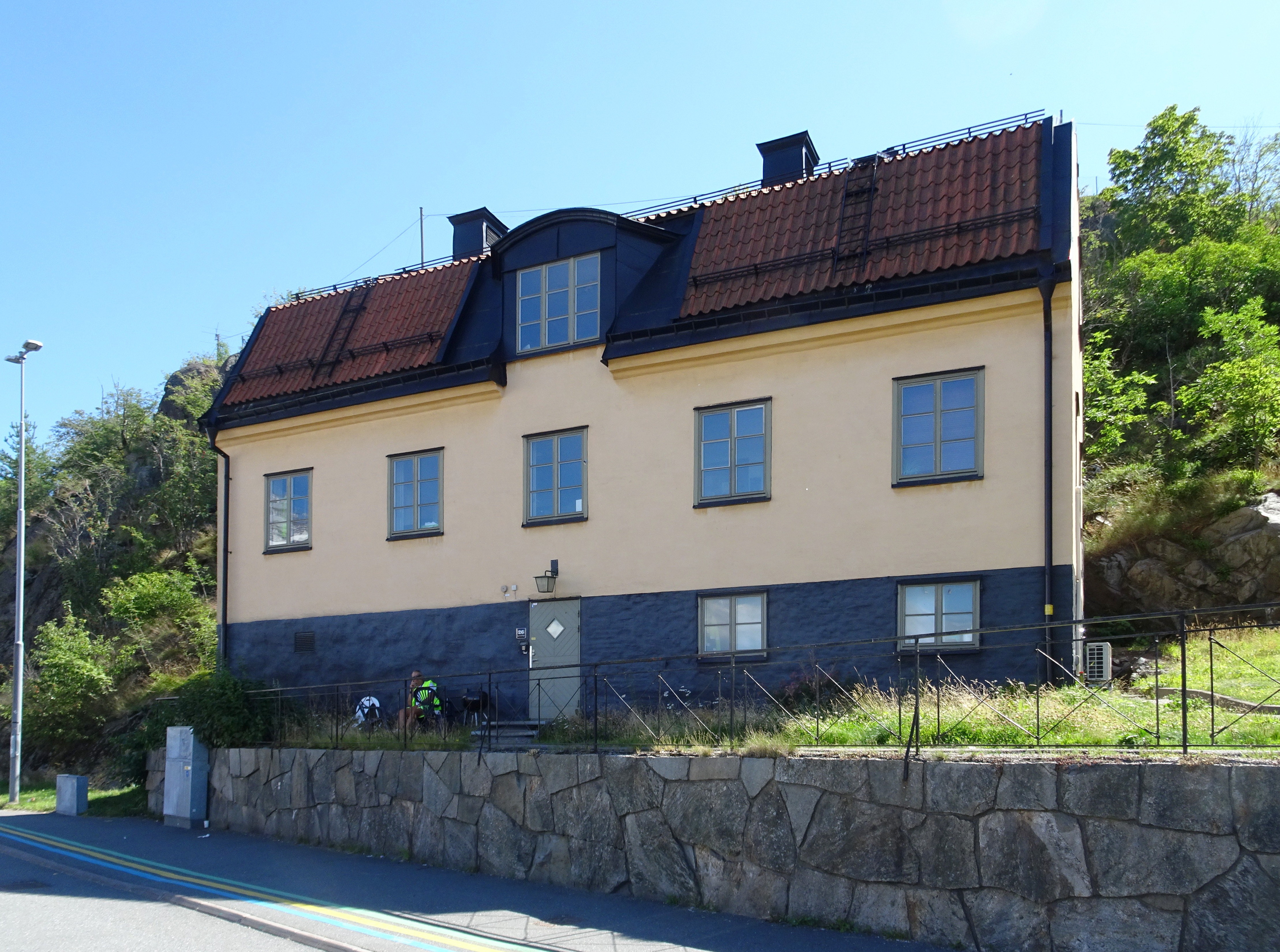
Lundins villa.